# Hans Georg Klamroth
Johannes Klamroth, detto Hans (Halberstadt, 12 ottobre 1898 – Berlino, 26 agosto 1944), è stato un mercante tedesco, coinvolto nell'Attentato a Hitler del 20 luglio 1944.
Fiero sostenitore convinto della politica nazista fin verso la fine della Seconda guerra mondiale, Hans Georg Klamroth complottò nel bombardare la Tana del Lupo nella Prussia orientale, il del 20 luglio 1944, con l'intenzione di assassinare il Führer Adolf Hitler; fallito tale tentativo, Klamroth venne arrestato e processato a Volksgerichtshof il 15 agosto: la pena fu la condanna a morte per impiccagione, eseguita nel carcere di Plötzensee, a Berlino, il 26 agosto 1944. Secondo alcune testimonianze, venne spogliato dalla vita in giù dopo la condanna.